# Jonas Larsson Elfvenberg
Jonas Larsson Elfvenberg, född omkring 1694, död 11 oktober 1744 i Borås, var en svensk bildhuggare.
Efter den stora branden i Borås 1727 fick Elfvenberg uppdraget att utföra en predikstol och altaruppsats till den brandskadade kyrkan. Predikstolen blev färdig men inte altaruppsatsen som var under tillverkning när Elfvenberg avled. Den fullbordades senare av bildhuggaren Johan Samuelson från Stockholm. Elfvenberg var flitigt anlitad för utsmyckningar till sjuhäradsbygdens sockenkyrkor. Bland annat utförde han altaruppsatser till kyrkorna i Bjurbäck, Brämhult, Gingri och Gökhem.